# Javier Santero
Javier Santero y Van Baumberghen (Madrid, 1848-Buenos Aires, 1923) fue un médico, académico y dramaturgo español.

## Biografía
Nacido en 1848 en Madrid, era hijo del médico y catedrático Tomás Santero. Estudió la carrera de Medicina en la Facultad de Madrid y fue médico de la Beneficencia provincial. Nombrado profesor auxiliar de la cátedra de Historia de Medicina del Colegio de San Carlos y catedrático numerario por oposición en la Universidad de Granada, obtuvo la cátedra de catedrático de higiene privada y pública en Madrid, tras lo cual fue declarado excedente en 1892, por trasladar su residencia a Argentina. En 1884 ingresó en la Real Academia de Medicina, donde ocupó la vacante de Ruiz de Salazar. Fue autor de memorias sobre las Parálisis y sus causas, La inflamación y sus causas y laDiátesis y diserasias, premiada por la Real Academia de Madrid, además de publicar en 1885 la obra Higiene privada y pública en dos tomos.
Cultivó además el teatro, para el que escribió obras como la comedia Los guantes del cochero, la obra bufa El gran Tamorlán de Persia, la zarzuela Mantos y capas y el drama Angel. Algunas de sus obras las escribió con el seudónimo «José Aravantier». Falleció en 1923 en Buenos Aires.